# Livermori
El livermori és un element sintètic de la taula periòdica el símbol del qual és Lv i el seu nombre atòmic és 116. Pertany al grup 16 dels calcògens i al 7è període. La seva configuració electrònica és [Rn] 6d¹⁰ 7s² 7p4. Fou sintetitzat per un grup de científics russos i estatunidencs el 2000. El seu nom ve donat en honor del Laboratori Nacional Lawrence Livermore, a Livermore, Califòrnia, Estats Units, membres del qual participaren en el descobriment. S'han observat quatre isòtops, caps d'ells estable, per la qual cosa no s'han pogut fer a hores d'ara estudis experimentals sobre les seves propietats.

## Història
El 1999, investigadors del Laboratori Nacional Lawrence Livermore, a Livermore, Califòrnia, Estats Units, de la Universitat de Califòrnia a Berkeley, anunciaren el descobriment de l'element 116, en un article publicat a la revista Physical Review Letters. En ell explicaren que el detectaren durant la desintegració d'un àtom de major nombre atòmic. L'any següent publicaren la seva retracció després de veure que no eren capaços de repetir l'experiment. Al juny del 2002, el director del laboratori anuncià que les dades de l'experiment havien estat falsejats pel seu autor principal Victor Ninov.

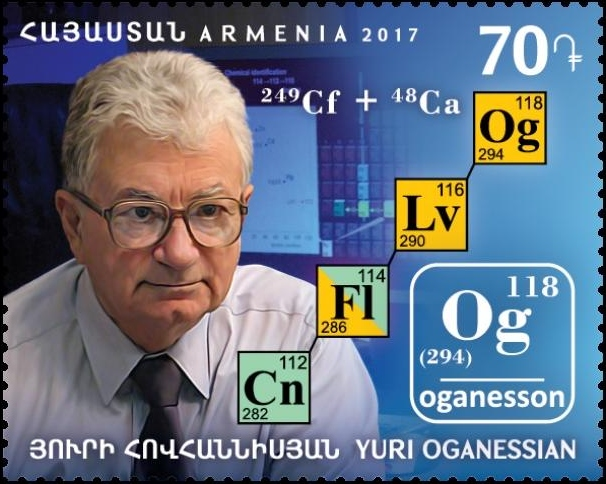
Iuri Oganessian (1933) en un segell d'Armènia on es representen els quatre elements químics que descobriren els seus grups de recerca, el copernici, el flerovi, el livermori i l'oganessó, anomenat en honor a ell.

Al juny del 2000, un equip de l'Institut Unificat de Recerca Nuclear, a la ciutat de Dubna, Rússia, dirigit pels científics russos Iuri Oganessian (1933) i Vladimir Utyonkov i l'estatunidenc Kenton J. Moody, dugueren a terme experiments que els permeteren observar la desintegració α de l'isòtop 292116, per donar flerovi 288, que s'havia produït en la reacció de fusió d'un nucli de curi 248 en ser bombardejat amb cations de calci 48 accelerats en un ciclotró.
{\displaystyle \,_{96}^{248}\mathrm {Cm} +\,_{20}^{48}\mathrm {Ca} \,\to \,_{116}^{292}\mathrm {Lv} +4\;_{0}^{1}\mathrm {n} \;}{\displaystyle \,_{116}^{292}\mathrm {Lv} \to \,_{114}^{288}\mathrm {Fl} \,+\,_{2}^{4}\mathrm {He} \;}
El livermori 292 té un període de semidesintegració de 18 ms (0,018 segons). Després d'això té un decaïment-α en flerovi 288, seguit de dos més consecutius en altres àtoms de menor nombre atòmic per més tard tenir una fissió espontània.

Cadena de desintegració de l'oganessó 294 que dona livermori 290. En groc si sofreixen desintegracions alfa, en verd fissions espontànies que rompen la cadena La proporció de la superfície de color indica el percentatge en cas de dues vies de desintegració.

El 2 de maig de 2001, el mateix institut informà de la síntesi d'un segon àtom en la seva quarta ronda d'estudis, i que les propietats confirmaven una regió de l'estabilitat "augmentada", encara que són acreditats de gran qualitat, la confirmació d'aquests resultats estan encara pendents per manca d'estudis, entre ells un estudi amb raigs X que provi la connexió entre les reaccions i descendents. A l'octubre de 2006 anunciaren que, en tres ocasions, bombardejant àtoms de californi 249 amb cations de calci 48 produïen oganessó (element 118), que posteriorment dequeia a livermori 290 en 0,89 ms. Aquesta observació confirmà la síntesi de l'element 116.

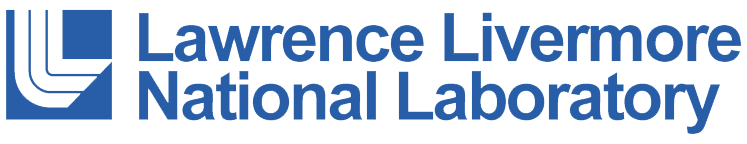
Logotip del Laboratori Nacional Lawrence Livermore, situat a la ciutat de Livermore, Califòrnia. Fou inaugurat el 1952 com a part del Laboratori Nacional de Lawrence Berkeley. El 1971 es constituí com a centre autònom i el 1981 fou declarat laboratori nacional.

{\displaystyle \,_{98}^{249}\mathrm {Cf} +\,_{20}^{48}\mathrm {Ca} \,\to \,_{118}^{294}\mathrm {Og} +2\;_{0}^{1}\mathrm {n} \;}{\displaystyle \,_{118}^{294}\mathrm {Og} \to \,_{116}^{290}\mathrm {Lv} \,+\,_{2}^{4}\mathrm {He} \;}El 8 de desembre de 2011, la divisió de Química Inorgànica de la Unió Internacional de Química Pura i Aplicada (IUPAC) aprovà el nom definitiu livermori, símbol Lv, en honor del Laboratori Nacional Lawrence Livermore perquè el descobriment s'havia fet amb material essencial subministrat per aquest centre de recerca i perquè amb els seus científics han participat en moltes àrees de la ciència nuclear: la investigació de les propietats de fissió dels elements més pesants, inclòs el descobriment de la fissió bimodal i l'estudi dels raigs gamma ràpids emesos per fragments de fissions nuclears; la investigació d'isòmers i nivells isomèrics en molts nuclis; i la investigació de les propietats químiques dels elements més pesants. Els científics d'aquest centre han col·laborat en el descobriment dels sis elements químics més pesants: nihoni, flerovi, moscovi, livermori, tennes i oganessó.

## Propietats

Configuració electrònica del livermori per capes. Els electrons en vermell són electrons desaparellats.

Gràcies a la posició del livermori a la taula periòdica es poden fer algunes prediccions. Es troba dins del grup 16, conegut com el dels calcògens, que també conté oxigen, sofre, seleni, tel·luri i poloni. Igual que els altres del seu grup, es preveu que tingui sis electrons a la capa de valència, amb una configuració electrònica de [Rn] 6d¹⁰ 7s² 7p4. No obstant això, els electrons dels elements superpesants es mouen molt més ràpidament que els dels àtoms més lleugers. Com a resultat, s'espera que els nivells d’energia d’electrons 7s i 7p siguin molt estables, especialment els 7s a causa de l'efecte parell inert. També s'espera que dos dels electrons de 7p siguin més estables que altres quatre. El resultat és que és probable que s'afavoreixi l'estat d’oxidació +2. També hi hauria d’haver un estat d’oxidació +4 accessible, tot i que probablement només s'aconseguiria amb lligands molt electronegatius com el fluor (per exemple, tetrafluorur de livermori LvF₄). Per contra, l'estat d’oxidació +6 (observat per a la resta d’elements d’aquest grup de l’oxigen) és poc probable que es produeixi a causa de la dificultat d’eliminar els electrons 7s. Hom observa patrons de comportament comparables al poloni, que esperaríem tenir una química molt similar. La classe més estable de compostos de poloni són els polonurs, per exemple el polonur de sodi Na₂Po, de manera que en teoria el livermorur de sodi Na₂Lv i els seus anàlegs haurien de ser assolibles, tot i que encara estan per sintetitzar.
Els experiments del 2011 mostraren que els hidrurs 213BiH₃ i 212mPoH₂ eren sorprenentment estables tèrmicament. S'esperava que LvH₂ seria menys estable que l'hidrur de poloni, molt més lleuger, però la seva investigació química seria possible en la fase gasosa, si es pot trobar un isòtop prou estable.

### Físiques i atòmiques
A la taula periòdica, el livermori és membre del grup 16, els calcògens. Apareix sota oxigen, sofre, seleni, tel·luri i poloni. Cada calcogen anterior té sis electrons a la seva capa de valència, formant una configuració electrònica de valència de ns2np4. En el cas del lliuremori, la tendència ha de continuar i es preveu que la configuració electrònica de valència sigui 7s27p4; per tant, el livermori tenen algunes similituds amb els seus congèneres més lleugers. És probable que sorgeixin diferències; un gran efecte que contribueix és la interacció espín-òrbita (SO): la interacció mútua entre el moviment dels electrons i l'espín. És especialment fort per als elements superpesants, perquè els seus electrons es mouen molt més ràpid que en els àtoms més lleugers, a velocitats comparables a la velocitat de la llum. Pel que fa als àtoms de livermori, baixa els nivells d'energia dels electrons 7s i 7p (estabilitzant els electrons corresponents), però dos dels nivells d'energia dels electrons 7p s'estabilitzen més que els altres quatre. L'estabilització dels electrons 7s s'anomena efecte de parell inert, i l'efecte d′"esquinçar" la subcapa 7p a les parts més estabilitzades i menys estabilitzades s'anomena divisió de la subcapa. Els químics informàtics veuen la divisió com un canvi del segon número quàntic (azimutal) l d'1 a 1⁄2 i  3⁄2 per a les parts més i menys estabilitzades de la subcapa 7p, respectivament: la subcapa 7p1/2 actua com un segon parell inert, encara que no tan inert com els electrons 7s, mentre que la subcapa 7p3/2 pot participar fàcilment a la química. Per a molts propòsits teòrics, la configuració d'electrons de valència es pot representar per reflectir la divisió de la subcapa 7p com a 7s2
7p2
1/27p2
3/2.
Els efectes del parell inert al livermori haurien de ser fins i tot més forts que al poloni i, per tant, l'estat d'oxidació +2 es torna més estable que l'estat +4, que s'estabilitzaria només pels lligands més electronegatius; això es reflecteix en les energies d'ionització esperades del livermori, on hi ha grans bretxes entre la segona i la tercera energia d'ionització (corresponents a la ruptura de la capa no reactiva) 7p1/2 ) i energies d'ionització quarta i cinquena. De fet, s'espera que els electrons 7 siguin tan inerts que l'estat +6 no serà assolible. S'espera que el punt de fusió i el punt d'ebullició del livermori continuïn les tendències cap avall dels calcògens; per tant, el livermori hauria de fondre's a una temperatura més alta que el poloni, però bullir a una temperatura més baixa. També hauria de ser més dens que el poloni (α-Lv: 12,9 g/ cm3; α-Po: 9,2 g/cm3); com el poloni, també ha de formar un al·lòtrop α i β. S'espera que l'electró d'un àtom similar a l'hidrogen de livermori (oxidat de manera que només tingui un electró, Lv115+) es mogui tan ràpid que tingui una massa 1,86 vegades la d'un electró estacionari, a causa dels efectes relativistes (química quàntica relativista). Com a comparació, s'espera que les xifres de poloni similar a l'hidrogen i el tel·luri siguin 1,26 i 1,080 respectivament.

### Químiques
Es projecta que el livermori sigui el quart membre de la sèrie 7p d'element químic i el membre més pesat del grup 16 a la taula periòdica, per sota del poloni. Si bé és el menys estudiat teòricament dels elements 7p, s'espera que la seva química sigui força similar a la del poloni. L'estat d'oxidació del grup de +6 és conegut per a tots els calcògens excepte l'oxigen que no pot expandir el seu octet i és un dels oxidants més forts entre els elements químics. Per tant, l'oxigen es limita a un estat màxim de +2, exhibit al fluorur OF2. L'estat +4 és conegut per sofre, seleni, tel·luri i poloni, experimentant un canvi en l'estabilitat de la reducció de sofre (IV) i seleni (IV) a ser el més estable Estat per a tel·luri (IV) a ser oxidant en poloni (IV). Això suggereix una estabilitat decreixent per als estats d'oxidació més alts a mesura que el grup baixa a causa de la importància creixent dels efectes relativistes, especialment l'efecte del parell inert. L'estat d'oxidació més estable del livermori hauria de ser +2, amb un estat +4 força inestable. L'estat +2 ha de ser tan fàcil de formar com ho és per al beril·li i el magnesi, i l'estat +4 només s'ha d'aconseguir amb lligands fortament electronegatius, com el fluorur de livermori (IV) ( LvF4). L'estat +6 no hauria d'existir en absolut a causa de la forta estabilització dels electrons 7s, cosa que fa que el nucli de valència del livermori només tingui quatre electrons. També se sap que els calcògens més lleugers formen un estat −2 com òxid, sulfur, seleniur, telurur i pol·lonida; a causa de la desestabilització de la subcapa 7p3/2 del livermori, l'estat −2 hauria de ser molt inestable per al livermori, la química del qual hauria de ser essencialment purament catiònica, encara que el més gran. Les divisions d'energia de la subcapa i l'espinor del livermori en comparació amb el poloni haurien de fer que Lv2− sigui una mica menys inestable del que s'esperava.
El livermorà (LvH2) és l'hidrur calcogen més pesat i el més pesat homòleg de l'aigua (els més lleugers són H2S, H2Se, H2Te, yPoH2). El polà (hidrur de poloni) és un compost més covalent que la majoria dels hidrurs perquè el poloni s'estén a banda i banda de la frontera entre metall i metal·loide i té algunes propietats no metàl·liques: és intermedi entre un halur d'hidrogen com el clorur d'hidrogen (HCl) i un hidrur metàl·lic com a stannane (SnH4). El livermorà hauria de continuar amb aquesta tendència: hauria de ser un hidrur en lloc d'un livermoride, però tot i així un compost molècula covalent. S'espera que les interaccions espín-òrbita facin que l'enllaç Lv-H sigui més llarg del que s'esperava només a partir de les tendències periòdiques, i que l'angle de l'enllaç H-Lv-H sigui més gran del que s'esperava: es teoritza que això es deu al fet que els orbitals 8s desocupats són relativament baix en energia i pot hibridar orbital amb els orbitals de valència 7p del livermori. Aquest fenomen, anomenat "hibridació supervalent", no és particularment estrany a les regions no relativistes de la taula periòdica; per exemple, el difluorur de calci molecular té participació 4s i 3d de l'àtom de calci. Es preveu que els dihalurs de livermori més pesats siguin lineals, però els més lleugers es preveu que siguin angulars.

## Isòtops
Des de la primera síntesi del livermori 292, amb un període de semidesintegració t1/2 = 18 ms, s'ha confirmat l'observació d'altres tres isòtops de nombres màssics 290, 291 i 293. L'isòtop més pesant, el livermori 293, és el més estable (t1/2 = 53 ms). El livermori 291 té un període de semidesintegració t1/2 = 6,3 ms i el livermori 290 t1/2 = 15 ms. Tots ells es desintegren mitjançant emissió d'una partícula alfa en els respectius isòtops de flerovi.

## Aplicacions
Per la seva inestabilitat, vida mitjana tan reduïda i dificultat d'obtenció, són nul·les les aplicacions industrials, comercials o propagandístiques d'aquest element superpesant, i la seva aplicació es relega només a la investigació científica.